# Sante Rufina e Seconda a Selva Candida
Sante Rufina e Seconda a Selva Candida, även benämnd Sante Rufina e Seconda in Via Cornelia, var en kyrkobyggnad i Rom, helgad åt de heliga jungfrumartyrerna Rufina och Secunda. Kyrkan var belägen i Selva Candida (”glänsande vita skogen”) vid Via Cornelia i zonen Casalotti.

## Historia
De kristna jungfrurna, systrarna Rufina och Secunda, led martyrdöden i Selva Nera (”mörka skogen”; senare benämnd Selva Candida) under kejsar Valerianus förföljelse år 257 och begravdes vid Via Cornelia. Påve Julius I (337–352) lät över deras grav uppföra en basilika. Basilikan renoverades och byggdes till av påve Damasus I (366–384) och restaurerades av påve Hadrianus I (772–795). Påve Leo IV (847–855) donerade dyrbara utsmyckningar och inventarier till basilikan. Saracener skövlade senare kyrkobyggnaden och den återuppbyggdes under påve Sergius III (904–911).
I mitten av 1100-talet lät påve Anastasius IV föra jungfrumartyrernas reliker till Lateranbaptisteriet, där de vördas i Cappella delle Sante Rufina e Seconda. Basilikan omnämns i en bulla promulgerad av påve Gregorius IX år 1236. Den antas ha rivits under 1400-talet.
På 1700-talet uppfördes ett kapell – Sante Rufina e Seconda a Porcareccina – i närheten av den fornkristna basilikan.